# Schleiz
Schleiz – miasto powiatowe w Niemczech, w kraju związkowym Turyngia, siedziba powiatu Saale-Orla. Liczy 8936 mieszkańców (31 grudnia 2018).
1 stycznia 2019 do miasta przyłączono gminę Crispendorf, a 31 grudnia 2019 gminę Burgk. Obie gminy stały się automatycznie jego dzielnicami.

## Współpraca
- gmina związkowa Waldfischbach-Burgalben, Nadrenia-Palatynat